# عناصر وراثية متحركة

العناصر الوراثية المتحركة في الخلية (يسار) وبأي الطرق يمكن الحصول عليها (اليمين).

العناصر الوراثية المتحركة (بالإنجليزية: Mobile genetic elements)‏ هي نوع من الدنا التي يمكنها التحرك داخل الجينوم. ويضم:
- الينقولات.
  - الينقولات الرجعية.
  - ينقولات الدنا.
  - اٍدراج المتواليات.
- بلازميدات.
- عناصر العاثية مثل عاثية Mu التي تندمج بشكل عشوائي في الجينوم.
- إنترون مجموعة II.

مجموع العناصر الوراثية المتحركة في الجينوم يمكن الاٍشارة اٍليها بالمتحركات